# Parche
non gli avea tratta ancora la conocchia,

che Cloto impone a ciascuno e compila…»
(Divina Commedia, Purgatorio, Canto XXI, 25-27)

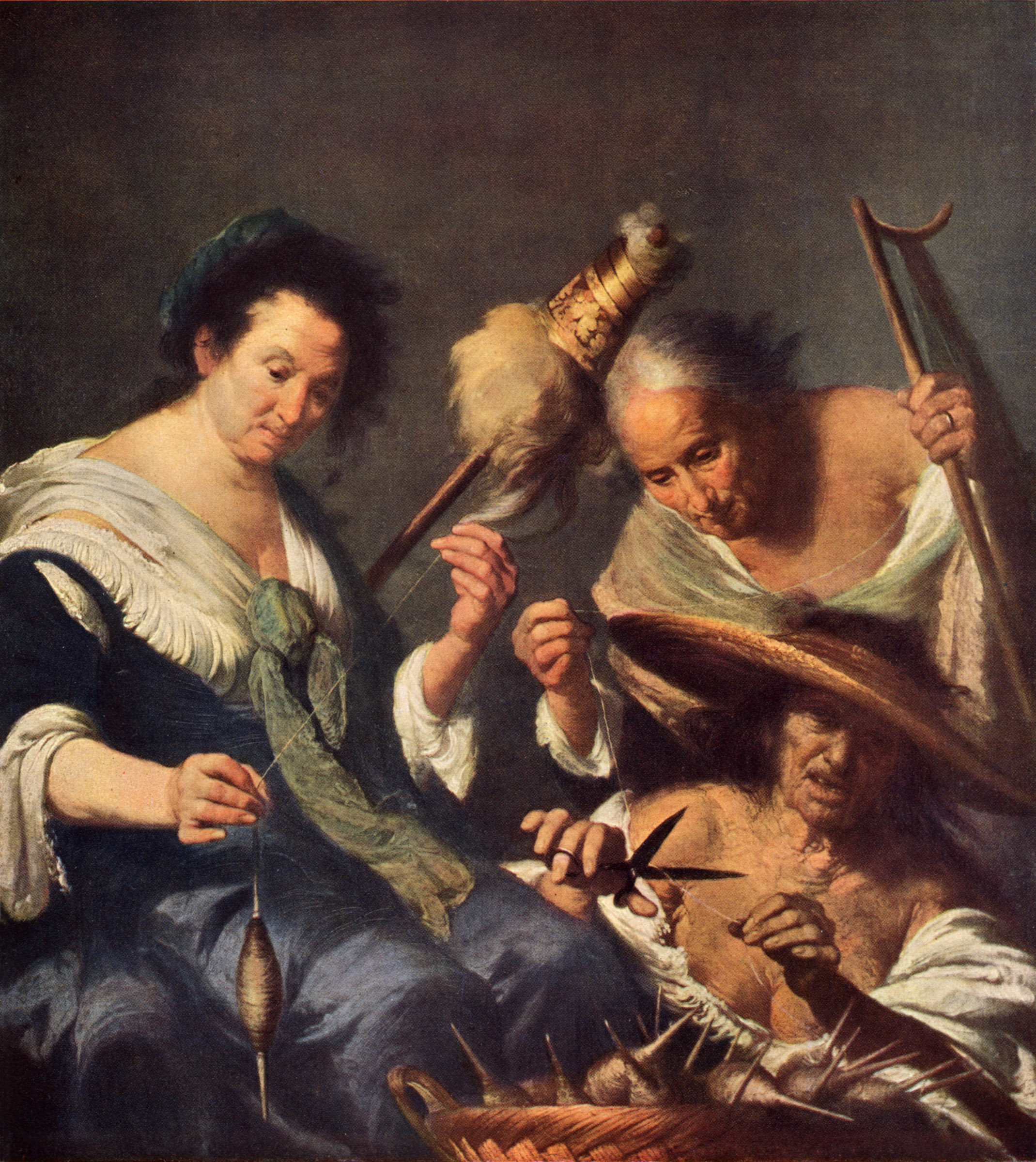
Le tre Parche di Bernardo Strozzi

Le Parche (in latino Parcae), nella mitologia romana, sono il corrispettivo delle Moire greche, assimilabili anche alle Norne norrene.

## Nome e mito

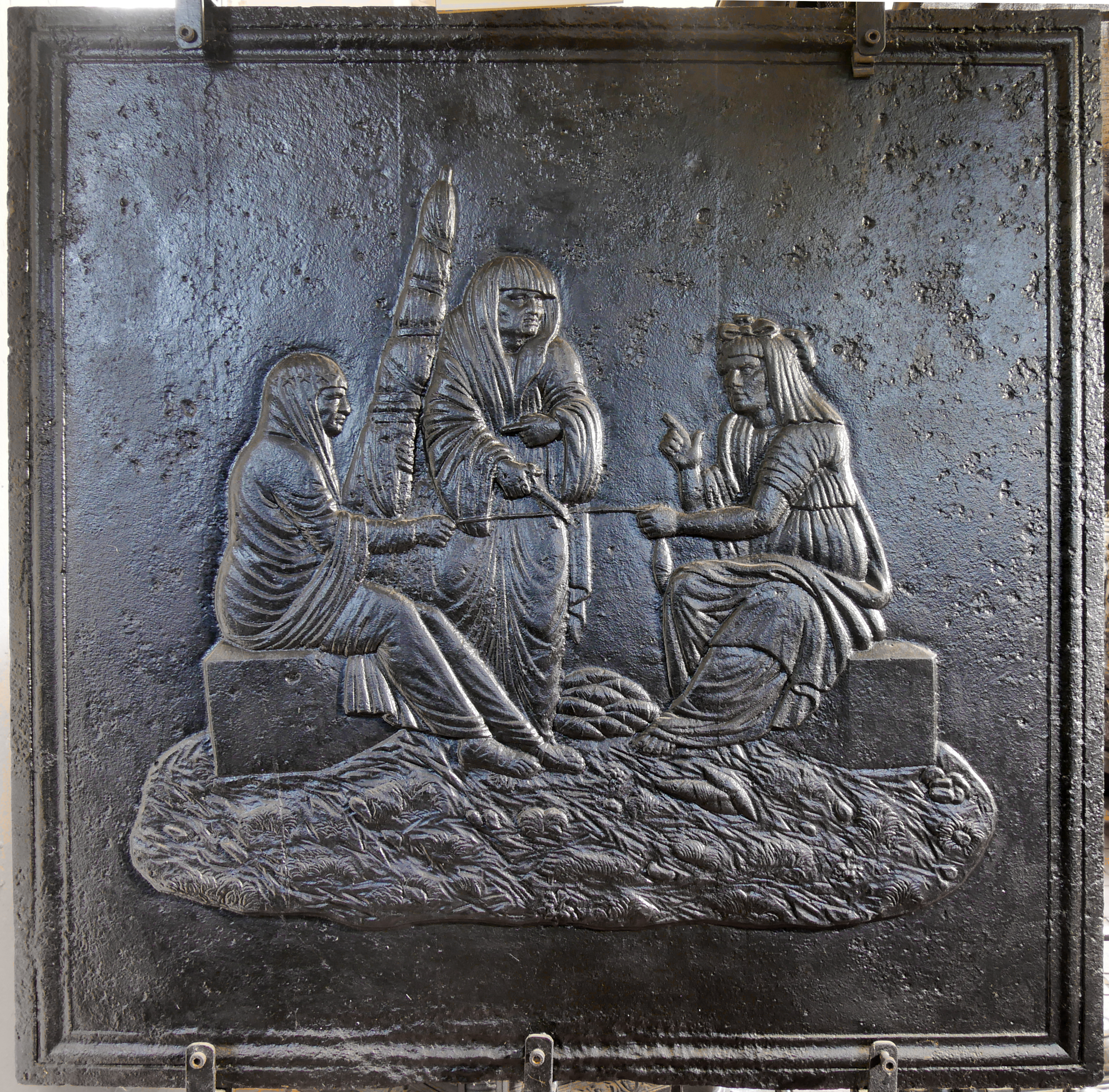
Le tre Parche

In origine si trattava di una divinità singola, Parca, dea tutelatrice della nascita. Successivamente le furono aggiunte Nona e Decima, che presiedevano agli ultimi mesi di gravidanza; infine fu cambiato il nome della Parca in Morta.
Figlie di Giove e Temi (la Giustizia), esse stabilivano il destino degli uomini. In arte e in poesia erano raffigurate come vecchie filatrici scorbutiche o come oscure fanciulle. In un secondo momento furono assimilate alle Moire (Clòto, Làchesi e Àtropo) e divennero le divinità che presiedono al destino dell'uomo.
La prima filava il filo della vita; la seconda dispensava i destini, assegnandone uno a ogni individuo stabilendone anche la durata; la terza, l'inesorabile, tagliava il filo della vita al momento stabilito. Le loro decisioni erano immutabili: neppure gli dei potevano cambiarle. Venivano chiamate anche Fatae, ovvero coloro che presiedono al Fato (dal latino Fatum ovvero "destino").
Nel Fòro, in loro onore, erano state realizzate tre statue, chiamate tria Fata ("i tre destini").

## Nella letteratura
Appaiono nella Divina commedia di Dante Alighieri: le cita Virgilio parlando con Stazio nel canto XXI del Purgatorio (vv. 25-27): [...]Ma perché lei che dì e notte fila / non li avea tratta ancora la conocchia / che Cloto impone a ciascuno e compila[...].
Appaiono nell' "Orlando Furioso" di Ludovico Ariosto (canto XXXIV,vv. 82-88): V'è chi, finito un vello, rimettendo / ne viene un altro, e chi ne porta altronde: / un'altra de le filze va scegliendo / il bel dal brutto che quella confonde. / - Che lavor si fa qui, ch'io non l'intendo? - / dice a Giovanni Astolfo, e quel risponde: / Le vecchie son le Parche, che con tali / stami filano vite a voi mortali.
Le Parche appaiono nel carme Dei sepolcri (1807) di Foscolo «[...] E un incalzar di cavalli accorrenti / scalpitanti su gli elmi a' moribondi, / E pianto, ed inni, e delle Parche il canto» (vv. 210 - 212). Questo avviene quando l'autore immagina un «navigante» contemplare la battaglia combattutasi tra i greci guidati da Milziade e i persiani; mentre la battaglia è in atto, il navigante sente il canto delle Parche e le vede tagliare il filo della vita dei soldati achei. Foscolo così spiega: «Le Parche cantando vaticinavano le sorti degli uomini nascenti e de' morenti».
Appaiono nell'Ultimo Canto di Saffo di Leopardi (vv. 40-44): «In che peccai bambina, allor che ignara / di misfatto è la vita, onde poi scemo / di giovanezza, e disfiorato, al fuso / dell'indomita Parca si volvesse / il ferrigno mio stame?».

## Nella cultura di massa
Le Parche appaiono anche nel film d'animazione Disney Hercules e nell'omonima serie animata sotto forma di orribili vecchie. Possiedono un paio di forbici per tagliare il filo della vita esattamente come le Moire mitologiche e un solo occhio che condividono a turno, come le Graie.
Una delle tre Parche ovvero Atropo, nei panni del Fato, compare nell'episodio Il mito del Titanic, titolo originale My Heart Will Go On della serie televisiva statunitense Supernatural. Nell'universo di Supernatural viene chiamata Atropos.
Le tre Parche sono anche tre boss del videogioco God of War 2.
Le Parche si trovano inoltre in vari libri della saga di Percy Jackson e gli Dei dell'Olimpo, di Rick Riordan, dove scelgono il destino di alcuni eroi tagliando il filo. Fanno la loro comparsa anche nel film Percy Jackson e gli Dei dell'Olimpo - Il mare dei Mostri in cui le tre donne guidano un Cocchio della Dannazione che ha le sembianze di un taxi di New York e durante il tragitto fino al Campidoglio di Washington danno a Percy e ai suoi amici dei numeri che in seguito si rivelano coordinate nautiche.
Nel primo album (1971) del gruppo inglese Emerson, Lake and Palmer c’è un brano che si intitola The Three Fates (Clotho, Lachesis, Atropos).